# Irena Szajner-Milart
Maria Irena Szajner-Milart (ur. 8 listopada 1927 w Helenówku, zm. 30 czerwca 2020) – polska lekarka, specjalistka w zakresie pediatrii i nefrologii, prof. dr hab. n. med.
W 1954 ukończyła studia w Akademii Medycznej w Lublinie, gdzie następnie podjęła pracę. Tytuł profesora uzyskała w 1986. Była członkiem Polskiego Towarzystwa Pediatrycznego
Była współredaktorką książek Choroby wieku rozwojowego: podręcznik dla szkół medycznych (Wydaw. Lekarskie PZWL, Warszawa, 1997), Ostre zatrucia u dzieci: zasady postępowania (Wydaw. Lekarskie PZWL, Warszawa, 2000), Uodpornienie sztuczne przeciw chorobom zakaźnym u dzieci i młodzieży : poradnik dla lekarzy (Czelej, Lublin, 1997).

## Odznaczenia
- Krzyż Kawalerski Orderu Odrodzenia Polski,
- Złoty Krzyż Zasługi,
- Medal Komisji Edukacji Narodowej,
- odznaki resortowe i regionalne,
- odznaczenie „Za wzorową pracę w służbie zdrowia”,
- odznaczenie „Za zasługi dla Lubelszczyzny”.